# Rábapatona
Rábapatona ist eine ungarische Gemeinde im Kreis Győr im Komitat Győr-Moson-Sopron.

## Geografische Lage
Rábapatona liegt westlich der Stadt Győr am linken Ufer des Flusses Rába. Nachbargemeinden sind Enese, Ikrény und Koroncó. Auf dem Gemeindegebiet befindet sich ein toter Arm (Holt-Rába) des Flusses Rába, in dem es verschiedene Arten von Karpfenfischen gibt.

## Gemeindepartnerschaft
- Kostolné Kračany, Slowakei

## Sehenswürdigkeiten
- Dreifaltigkeits-Statue (Szentháromság-szobor)
- Friedhofskapelle (Temetői kápolna), erbaut 1855, restauriert 2008
- Heimatmuseum (Tájház)
- Marien-Säule (Mária-oszlop)
- Römisch-katholische Kirche Szentháromság
- Weltkriegsdenkmal (I. világháborús emlékmű), errichtet von Adorján Horváth
- Windhundrennplatz (Agárpálya)

## Bilder

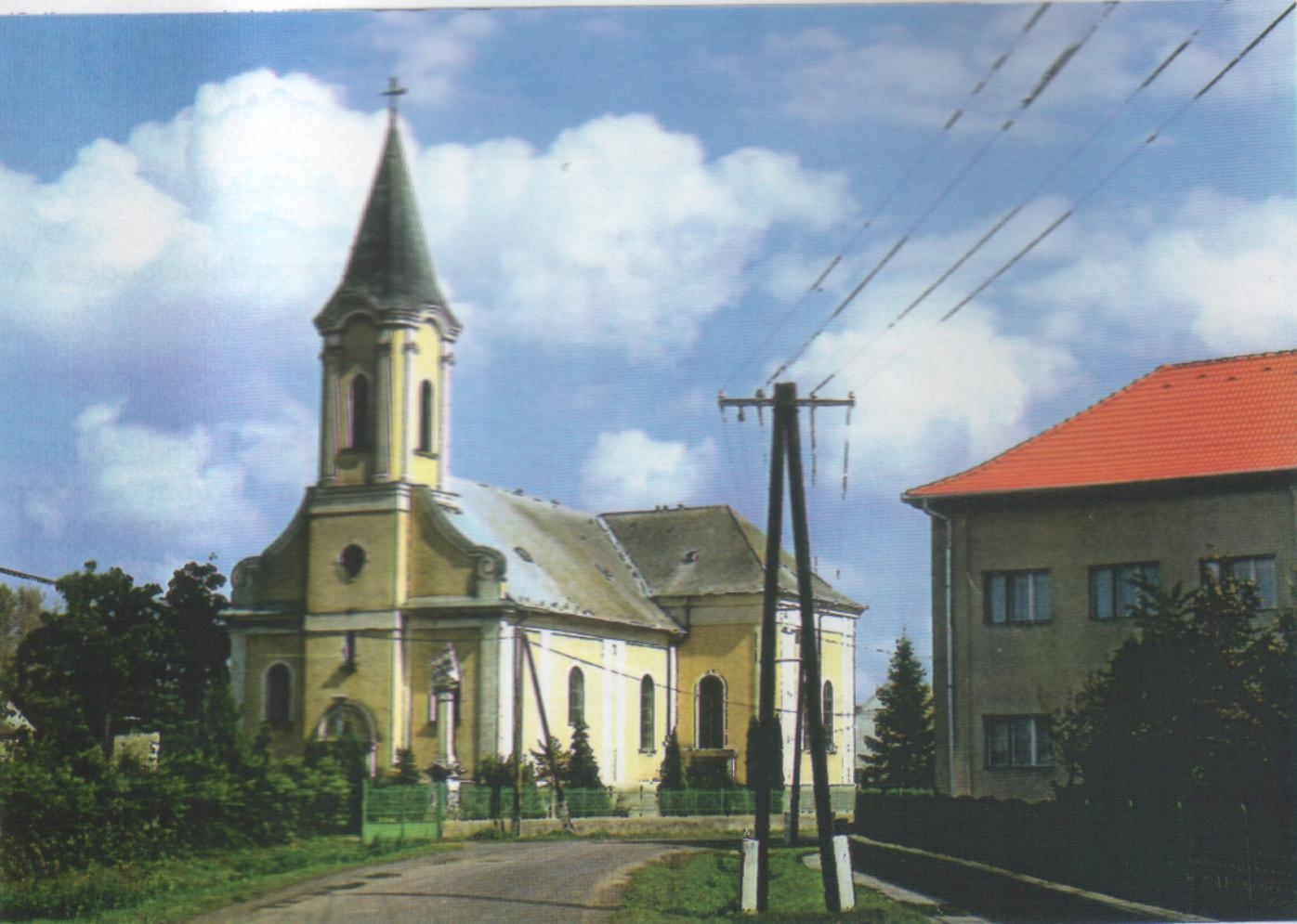
Römisch-katholische Kirche Szentháromság
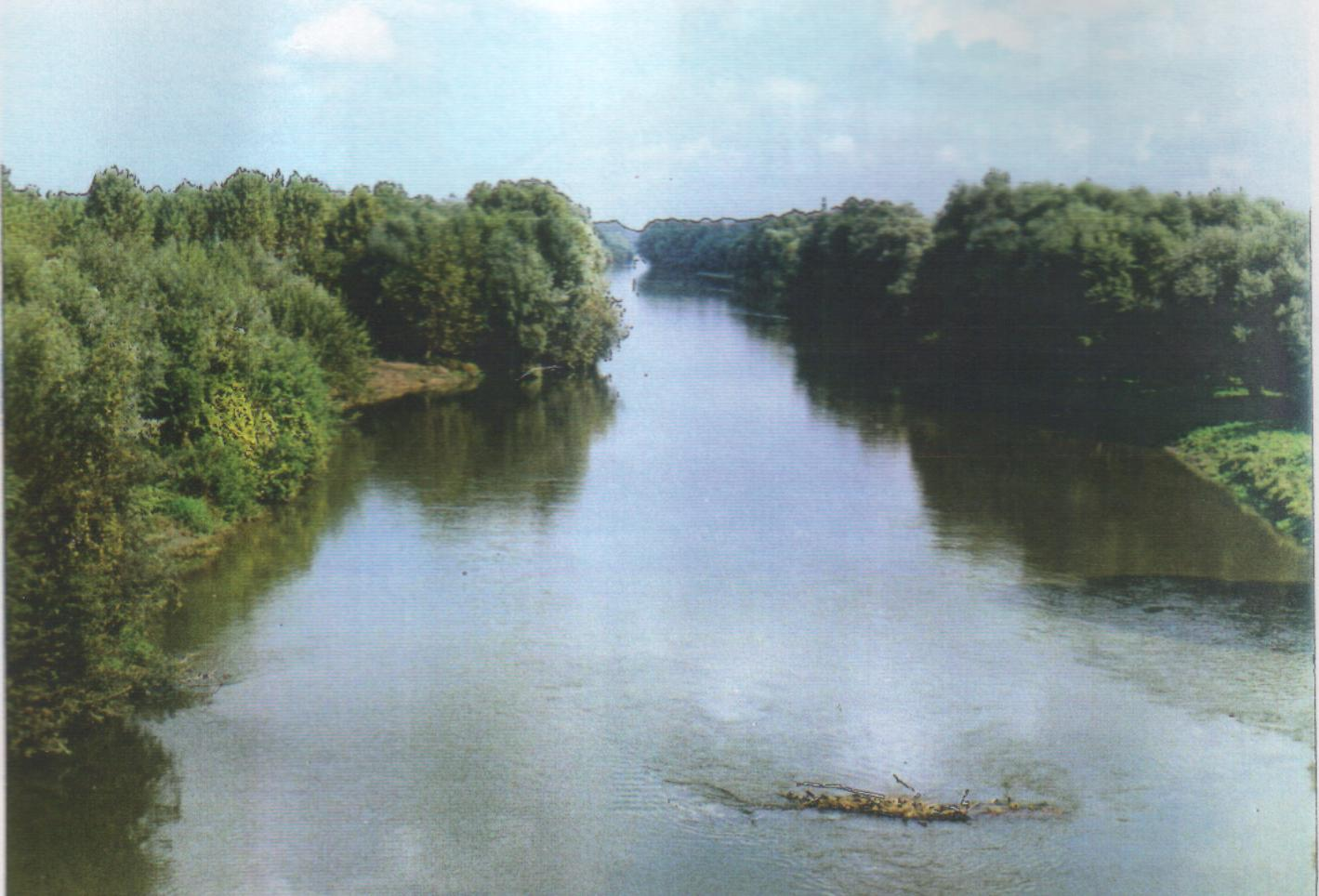
Der Fluss Rába bei Rábapatona
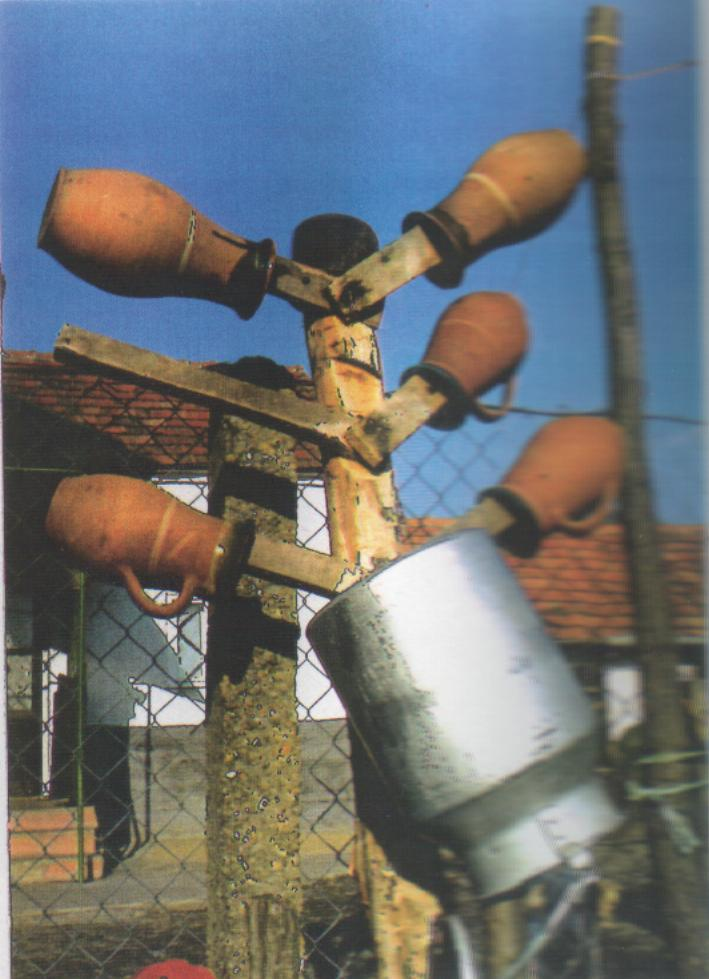
Kannenbaum in Rábapatona

## Verkehr
Durch Rábapatona führt die Nebenstraße Nr. 84128. Über die am nördlichen Rand der Gemeinde gelegene Haltestelle ist der Ort angebunden an die Eisenbahnstrecke von Győr nach Sopron. Jenseits dieser Eisenbahnlinie verlaufen die Hauptstraße Nr. 85 und die Autobahn M85.